# St. Martin (Fraham)

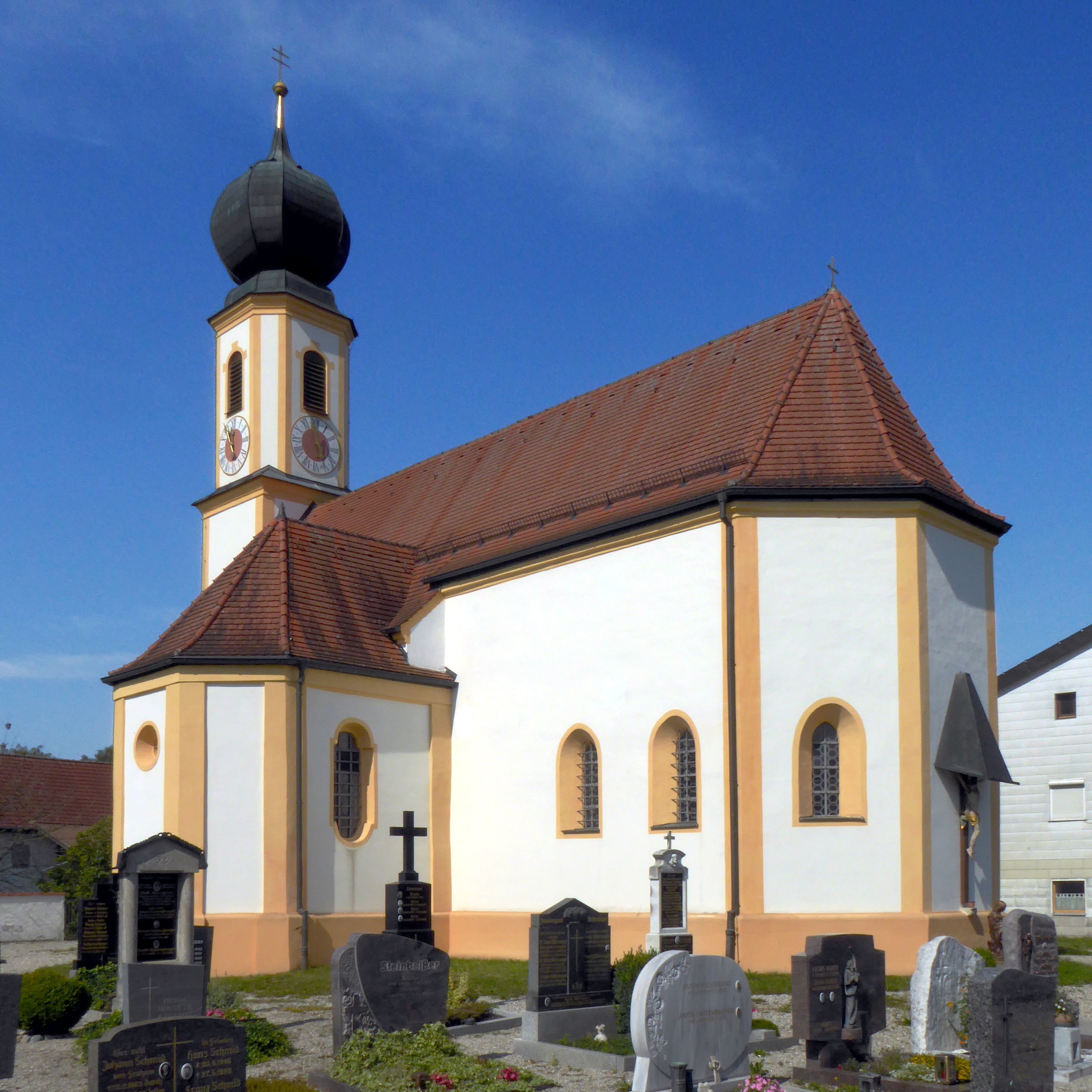
St. Martin in Fraham

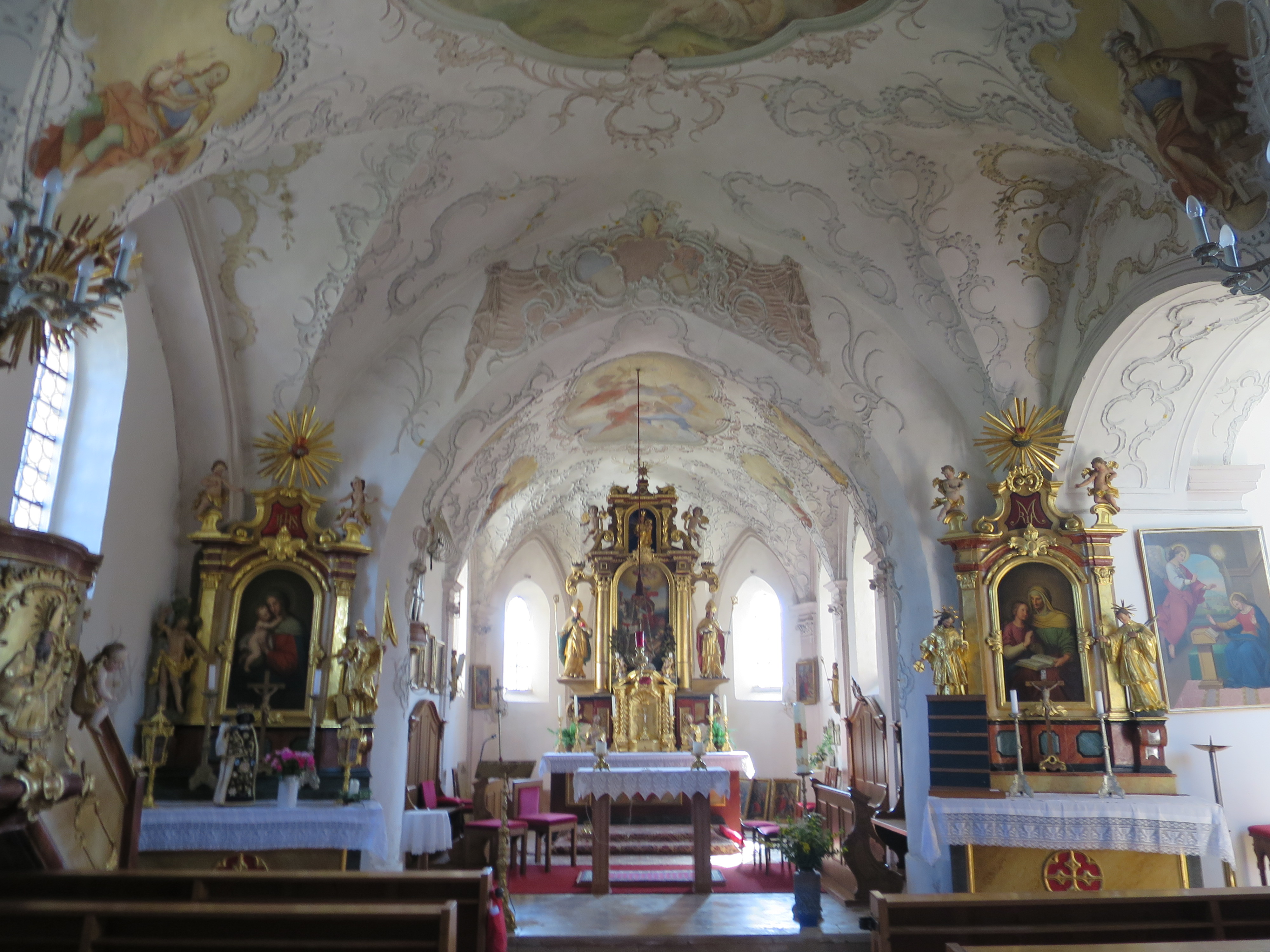
Innenraum

Die römisch-katholische Pfarrkirche St. Martin steht in Fraham, einem Gemeindeteil von Aschau am Inn im oberbayerischen Landkreis Mühldorf am Inn. Das Bauwerk ist in der Liste der Baudenkmäler in Aschau am Inn als Baudenkmal unter der Nr. D-1-83-113-16 eingetragen. Die Kirche gehört zum Dekanat Mühldorf am Inn im Erzbistum München und Freising.

## Beschreibung
Die spätgotische Saalkirche aus dem 15. Jahrhundert wurde im Inneren 1760/61 barock umgestaltet. Sie besteht aus dem Langhaus zu drei Jochen, an dessen Südwand 1713 eine den Sieben Zufluchten gewidmete Kapelle angebaut wurde, und dem an der Nordseite eingezogenen Chor mit zwei Jochen und Fünfachtelschluss im Osten, an dessen Nordwand sich die Sakristei befindet. Der halb in die Westwand des Langhauses eingestellte und mit einer Zwiebelhaube bedeckte Kirchturm im Westen wurde 1741 neu errichtet. Sein Obergeschoss mit abgeschrägten Ecken enthält die Turmuhr und den Glockenstuhl mit drei Kirchenglocken. 
Die Decke ist reich mit Rokoko-Stukkaturen ud Fresken ausgestattet: im Langhaus mit der Darstellung des Martin von Tours und im Chor mit der Trinität. Die Fresken wurden geschaffen 1760 bis 1762 vom Vater des Martin Anton Seltenhorn. Der Hochaltar mit dem Altarbild des Hl. Martin als römischer Soldat zu Pferd, wurde am Ende des 17. Jahrhunderts aufgestellt. In der Arkadennische des Auszugs befindet sich eine gekrönte Madonna mit Kind. Die Altarbilder der beiden Seitenaltäre sind Darstellungen einer Madonna mit Kind, flankiert von Figuren der Heiligen Sebastian und Florian, und einer Anna Selbdritt, die von den Heiligenfiguren des Johannes Nepomuk und des Aloisius von Gonzaga flankiert wird. 
In den Tafeln der Orgelempore wird die Geschichte des Martin von Tours erzählt.
Die Orgel wurde 1982 von Max Sax gebaut.